# 瓦爾德阿爾特米爾河
49°07′20″N 10°44′15″E / 49.12210°N 10.73747°E
瓦爾德阿爾特米爾河是德國的河流，位於該國東南部，由巴伐利亞負責管轄，屬於阿爾特米爾河的右支流，河道全長6.5公里，流域面積7.5平方公里。